# Ремпутьмаш (Екатеринбург)

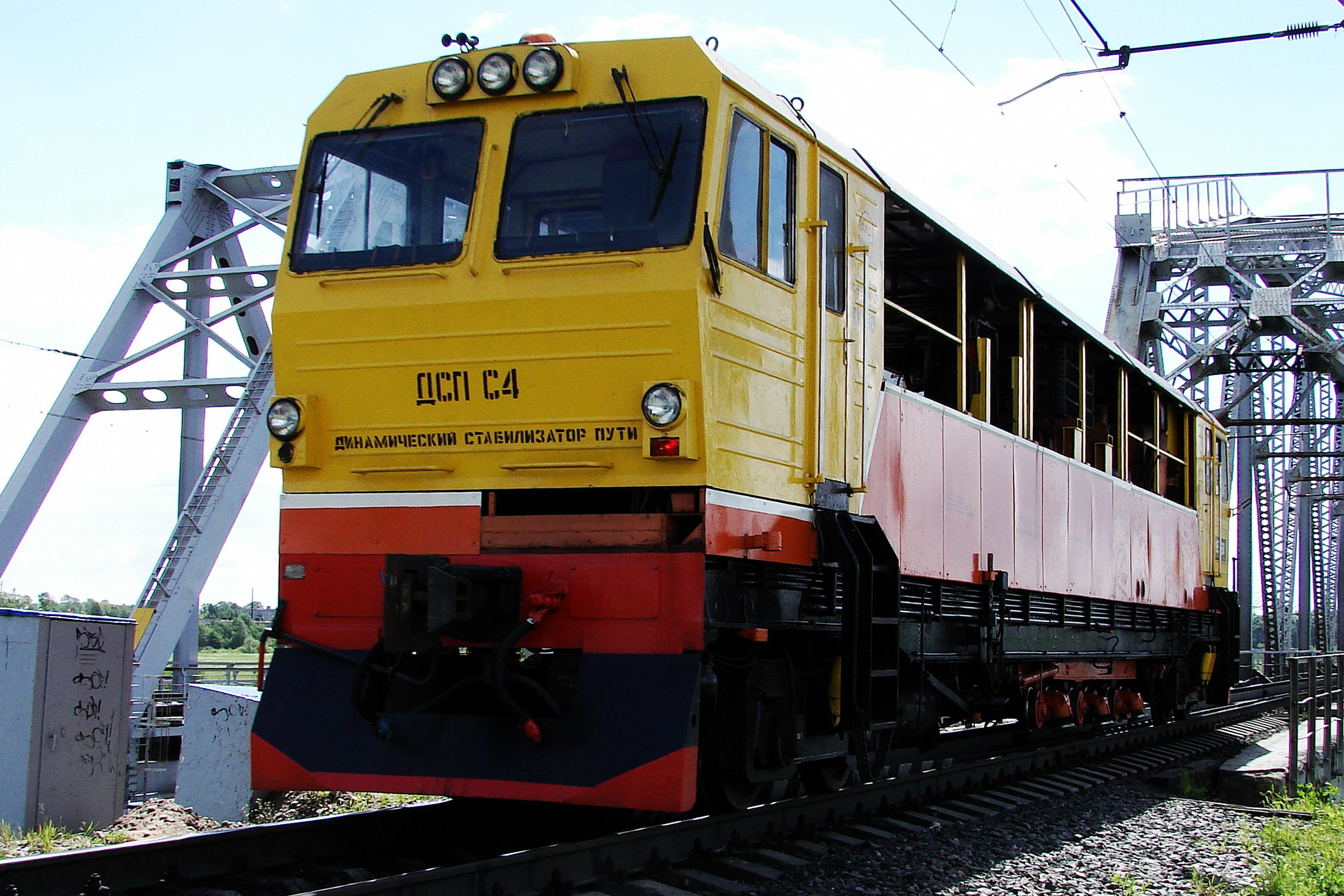
Динамический стабилизатор пути ДСП С4

АО «Свердловский путевой ремонтно-механический завод „Ремпутьмаш“» — входит в Группу РПМ холдинга  АО «Синара - Транспортные Машины», машиностроительное предприятие России, расположенное в городе Екатеринбурге (Свердловская область).

## История
Свердловский завод основан в 1934 году как путевые ремонтные мастерские при железной дороге.
С 1 января 2006 года, согласно проводимой структурной реформе на железнодорожном транспорте, завод получил статус юридического лица ОАО "Свердловский ПРМЗ «Ремпутьмаш».
В 2018 году АО "Свердловский ПРМЗ "Ремпутьмаш" в составе Группы РПМ вошел в холдинг "Синара - Транспортные Машины"

## Продукция

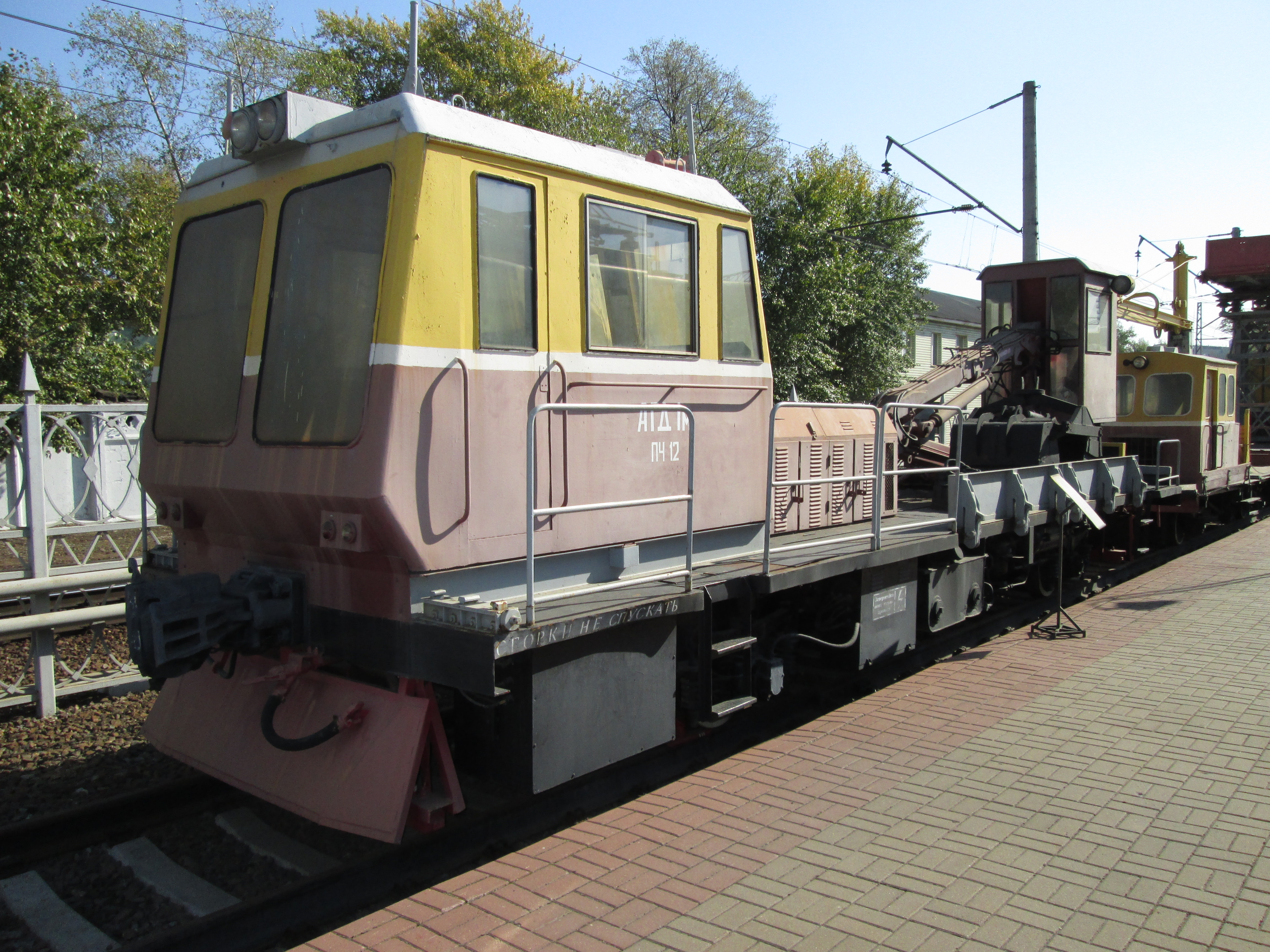
Автомотриса АГД-1М

Завод производит путевые машины, предназначенные для динамической стабилизации пути (ДСП-С, МДС, СПП) и серию многофункциональных автомотрис: АГД-1М, АСГ-30, АСГ-30П, в едичном исполнении представлена мотриса АМ140. Завод осуществляет капитальный ремонт более чем 20 видов машин, выпуск запасных частей, узлов и агрегатов практически для всех видов путевых машин, а также изделий из стального и чугунного литья.